# Maciej Szczęsny
Maciej Wawrzyniec Szczęsny (ur. 28 czerwca 1965 w Warszawie) – polski piłkarz występujący na pozycji bramkarza, reprezentant Polski w latach 1991–1996.
Jedyny zawodnik w historii, który zdobył mistrzostwo Polski z czterema różnymi klubami: Legią Warszawa, Widzewem Łódź, Polonią Warszawa i Wisłą Kraków. Po zakończeniu kariery sportowej fotograf, trener, komentator telewizyjny i ekspert piłkarski. Ojciec Wojciecha Szczęsnego.

## Kariera klubowa
W latach 1983–1987 zawodnik drugoligowej Gwardii Warszawa, następnie gracz Legii Warszawa. W jej barwach 8 sierpnia 1987 zadebiutował w I lidze w przegranym 0:2 meczu ze Śląskiem Wrocław. Razem z Legią dwukrotnie został mistrzem Polski (1994, 1995) i trzykrotnie sięgnął po puchar kraju (1990, 1994, 1995). Ponadto regularnie występował w europejskich pucharach. W sezonie 1995/96 był podstawowym bramkarzem warszawskiego klubu w rozgrywkach Ligi Mistrzów – wystąpił m.in. w meczach z Blackburn Rovers i Panathinaikos AO, w których zachował czyste konto. O miano pierwszego bramkarza Legii walczył przez wiele lat ze Zbigniewem Robakiewiczem.
W 1996 przeszedł do Widzewa Łódź, którego był podstawowym zawodnikiem w sezonie 1996/97. Występował wówczas w rozgrywkach Ligi Mistrzów. Ponadto z łódzkim klubem zdobył mistrzostwo Polski (1997). W latach 1998–2000 był graczem Polonii Warszawa, z którą został mistrzem kraju (2000) i wywalczył Superpuchar (2000). Następnie grał w Wiśle Kraków, zdobył z nią mistrzostwo Polski (2001) i Puchar Ligi (2001).

## Kariera reprezentacyjna
W reprezentacji Polski zadebiutował 13 marca 1991 w zremisowanym 1:1 meczu z Finlandią, w którym na początku drugiej połowy zmienił Kazimierza Sidorczuka. Łącznie w barwach narodowych rozegrał siedem spotkań: sześć towarzyskich i jedno w eliminacjach do mistrzostw Europy 1996. W reprezentacji grał, kiedy jej selekcjonerami byli Andrzej Strejlau (1991), Henryk Apostel (1994–1995), Władysław Stachurski (1996) i Antoni Piechniczek (1996).
| Mecze w reprezentacji | Mecze w reprezentacji | Mecze w reprezentacji | Mecze w reprezentacji | Mecze w reprezentacji | Mecze w reprezentacji |
| #                     | Data                  | Miasto                | Przeciwnik            | Wynik                 | Rozgrywki             |
| --------------------- | --------------------- | --------------------- | --------------------- | --------------------- | --------------------- |
| 1.                    | 13.03.1991            | Warszawa              | Finlandia             | 1:1                   | towarzyski            |
| 2.                    | 10.12.1994            | Rijad                 | Arabia Saudyjska      | 2:1                   | towarzyski            |
| 3.                    | 07.06.1995            | Zabrze                | Słowacja              | 5:0                   | el. ME 1996           |
| 4.                    | 29.06.1995            | Recife                | Brazylia              | 1:2                   | towarzyski            |
| 5.                    | 01.05.1996            | Mielec                | Białoruś              | 1:1                   | towarzyski            |
| 6.                    | 02.06.1996            | Moskwa                | Rosja                 | 0:2                   | towarzyski            |
| 7.                    | 04.09.1996            | Zabrze                | Niemcy                | 0:2                   | towarzyski            |

## Kariera trenerska
Szczęsny pracę szkoleniową zaczynał od trenowania bramkarzy w Wiśle Kraków. W 2004 krótko był dyrektorem sportowym Polonii Warszawa, a następnie został włączony do sztabu trenera Waldemara Fornalika w Amice Wronki. Pod koniec sezonu 2010/11 pracował jako trener bramkarzy w drugoligowym Zniczu Pruszków. W czerwcu 2011 roku został trenerem bramkarzy ekstraklasowej Korony Kielce.

## Kariera telewizyjna
Po zakończeniu kariery piłkarskiej został komentatorem i ekspertem Telewizji Polskiej, komentującym i analizującym rozgrywki w piłce nożnej. Został wyłącznym ekspertem nadawcy publicznego przy Ekstraklasie. Prowadził też emitowany w TVP Sport i na sport.tvp.pl stały felieton w magazynie Gol, w którym dokonywał podsumowań wybranych wydarzeń minionej kolejki najwyższej klasy rozgrywek w Polsce. Współpracował także z firmą Milenium Zakłady Bukmacherskie.

## Życie prywatne
W 1986 wziął ślub z Alicją, z którą rozwiódł się w 1990. Jest ojcem Jana (ur. w 1987) i Wojciecha Szczęsnego (ur. w 1990). Miał też córkę Natalię, która zmarła tragicznie 11 kwietnia 1987 w wieku niespełna dwóch lat. W związku z pomówieniem o zgwałcenie kobiety w 2013 został aresztowany i poddany czynnościom procesowym, po czym śledztwo w tej sprawie zostało umorzone przez prokuraturę z uwagi na „brak danych dostatecznie uzasadniających podejrzenie popełnienia przestępstwa”. W 2015 ożenił się z Dominiką Życińską (ur. w 1991). Jest bohaterem filmu dokumentalnego pt. Maciej Szczęsny – ja, bramkarz… z 2018 roku. W październiku 2021 został zatrzymany podczas prowadzenia pojazdu w stanie nietrzeźwości. Po nagłośnieniu tej sprawy został odsunięty od pracy dla TVP. Formalnie został oskarżony o dokonanie przestępstwa z art. 178a p. 1 kodeksu karnego.

## Sukcesy
Legia Warszawa
- mistrzostwo Polski: 1993/94, 1994/95
- Puchar Polski: 1989/90, 1993/94, 1994/95

Widzew Łódź
- mistrzostwo Polski: 1996/97

Polonia Warszawa
- mistrzostwo Polski: 1999/00
- Superpuchar Polski: 2000

Wisła Kraków
- wicemistrzostwo Polski: 1999/00
- mistrzostwo Polski: 2000/2001
- Puchar Ligi: 2000/01